# Chennai Open
A Chennai Open minden év januárjában megrendezett tenisztorna férfiak számára Csennaiban. Ez India legnagyobb teniszversenye.
Az ATP World Tour 250 Series tornák közé tartozik, összdíjazása 482 085 dollár. A versenyen 28 egyéni versenyző vehet részt. A mérkőzéseket szabadtéri, kemény borítású pályákon játsszák 1996 óta.

## Döntők

### Egyéni
| Év   | Győztes              | Ellenfél a döntőben    | Eredmény a döntőben    |
| ---- | -------------------- | ---------------------- | ---------------------- |
| 1996 | Thomas Enqvist       | Byron Black            | 6–2, 7–6(3)            |
| 1997 | Mikael Tillström     | Alex Rădulescu         | 6–4, 4–6, 7–5          |
| 1998 | Patrick Rafter       | Mikael Tillström       | 6–3, 6–4               |
| 1999 | Byron Black          | Rainer Schüttler       | 6–4, 1–6, 6–3          |
| 2000 | Jérôme Golmard       | Markus Hantschk        | 6–3, 6–7(6), 6–3       |
| 2001 | Michal Tabara        | Andrej Sztoljarov      | 6–2, 7–6(4)            |
| 2002 | Guillermo Cañas      | Pharadon Szricsaphan   | 6–4, 7–6(2)            |
| 2003 | Pharadon Szricsaphan | Karol Kučera           | 6–3, 6–1               |
| 2004 | Carlos Moyà          | Pharadon Szricsaphan   | 6–4, 3–6, 7–6(5)       |
| 2005 | Carlos Moyà          | Pharadon Szricsaphan   | 3–6, 6–4, 7–6(5)       |
| 2006 | Ivan Ljubičić        | Carlos Moyà            | 7–6(6), 6–2            |
| 2007 | Xavier Malisse       | Stefan Koubek          | 6–1, 6–3               |
| 2008 | Mihail Juzsnij       | Rafael Nadal           | 6–0, 6–1               |
| 2009 | Marin Čilić          | Szomdev Devvarman      | 6–4, 7–6(3)            |
| 2010 | Marin Čilić          | Stanislas Wawrinka     | 7–6(2), 7–6(3)         |
| 2011 | Stanislas Wawrinka   | Xavier Malisse         | 7–5, 4–6, 6–1          |
| 2012 | Miloš Raonić         | Janko Tipsarević       | 6–7(4), 7–6(4), 7–6(4) |
| 2013 | Janko Tipsarević     | Roberto Bautista Agut  | 3–6, 6–1, 6–3          |
| 2014 | Stanislas Wawrinka   | Édouard Roger-Vasselin | 7–5, 6–2               |
| 2015 | Stanislas Wawrinka   | Aljaz Bedene           | 6–3, 6–4               |
| 2016 | Stanislas Wawrinka   | Borna Ćorić            | 6–3, 7–5               |

### Páros
| Év   | Győztesek                             | Ellenfelek a döntőben                   | Eredmény a döntőben |
| ---- | ------------------------------------- | --------------------------------------- | ------------------- |
| 1996 | Jonas Björkman Nicklas Kulti          | Byron Black Sandon Stolle               | 4–6, 6–4, 6–4       |
| 1997 | Lijendar Pedzs Mahes Bhúpati          | Oleg Ogorodov Eyal Ran                  | 7–6, 7–5            |
| 1998 | Lijendar Pedzs Mahes Bhúpati          | Olivier Delaître Makszim Mirni          | 6–7, 6–3, 6–2       |
| 1999 | Lijendar Pedzs Mahes Bhúpati          | Wayne Black Neville Godwin              | 4–6, 7–5, 6–4       |
| 2000 | Julien Boutter Christophe Rochus      | Prahlad Srinath Saurav Panja            | 7–5, 6–1            |
| 2001 | Byron Black Wayne Black               | Barry Cowan Mose Navarra                | 6–3, 6–4            |
| 2002 | Lijendar Pedzs Mahes Bhúpati          | Tomáš Cibulec Ota Fukárek               | 5–7, 6–2, 7–5       |
| 2003 | Julian Knowle Michael Kohlmann        | František Čermák Leoš Friedl            | 7–6(1), 7–6(3)      |
| 2004 | Rafael Nadal Tommy Robredo            | Jónátán Erlich Andi Rám                 | 7–6(3), 4–6, 6–3    |
| 2005 | Rainer Schüttler Lu Jen-hszün         | Mahes Bhúpati Jonas Björkman            | 7–5, 4–6, 7–6(4)    |
| 2006 | Michal Mertiňák Petr Pála             | Prakash Amritraj Rohan Bopanna          | 6–2, 7–5            |
| 2007 | Xavier Malisse Dick Norman            | Rafael Nadal Bartolome Salva-Vidal      | 7–6(4), 7–6(4)      |
| 2008 | Sanchai Ratiwatana Sonchat Ratiwatana | Márkosz Pagdatísz Marc Gicquel          | 6–4, 7–5            |
| 2009 | Eric Butorac Rajeev Ram               | Jean-Claude Scherrer Stanislas Wawrinka | 6–3, 6–4            |
| 2010 | Marcel Granollers Santiago Ventura    | Lu Jen-hszün Janko Tipsarević           | 7–5, 6–2            |
| 2011 | Mahes Bhúpati Lijendar Pedzs          | Robin Haase David Martin                | 6–2, 6–7(3), [10–7] |
| 2012 | Lijendar Pedzs Janko Tipsarević       | Jónátán Erlich Andi Rám                 | 6–4, 6–4            |
| 2013 | Benoît Paire Stanislas Wawrinka       | Andre Begemann Martin Emmrich           | 6–2, 6–1            |
| 2014 | Johan Brunström Frederik Nielsen      | Marin Draganja Mate Pavic               | 6–2, 4–6, [10–7]    |
| 2015 | Lu Jen-hszün Jonathan Marray          | Raven Klaasen Lijendar Pedzs            | 6–3, 7–6(3)         |
| 2016 | Oliver Marach Fabrice Martin          | Austin Krajicek Benoît Paire            | 6–3, 7–5            |